# Бердсај (Индијана)
Бeрдсај (енгл. Birdseye) град је у америчкој савезној држави Индијана.

## Демографија
По попису из 2010. године број становника је 416, што је 49 (-10,5%) становника мање него 2000. године.
| Група             | 2000.       | 2010.       |
| Белци             | 447 (96,1%) | 410 (98,6%) |
| Афроамериканци    | 0 (0,0%)    | 2 (0,5%)    |
| Азијати           | 1 (0,2%)    | 0 (0,0%)    |
| Хиспаноамериканци | 7 (1,5%)    | 2 (0,5%)    |
| Укупно            | 465         | 416         |